# Сборная Швейцарии по регби
Сборная Швейцарии по регби (нем. Schweizer Rugby-Union-Nationalmannschaft, фр. Équipe de Suisse de rugby à XV, итал. Nazionale di rugby a 15 della Svizzera) представляет швейцарскую конфедерацию в международных соревнованиях по регби-15 высшего уровня. Команда выступает в дивизионе 2A Кубка европейских наций.

## История
Швейцарская сборная провела свой первый матч 11 апреля 1973 года. Команда встретилась с португальцами в Невшателе. Хозяева уступили со счётом 4:23 и через год потерпели ещё одно поражение от Бельгии (10:18). В 1975 году соперники встретились вновь, и победа опять досталась бельгийам (33:3). В следующей встрече швейцарские регбисты выиграли у югославов (12:3). Вторая и последняя победа команды в 70-х годах имела место в 1977 году: коллектив выиграл у Люксембурга (7:4). В 1979 году швейцарцы крупно уступили Монако (0:43) и Португалии (0:31). Тем не менее, матч с монегасками не имел высокого статуса и не считается крупнейшим поражением команды в истории.
В 1980 году Швейцария снова выиграла к Люксембурга (10:7), а также незначительно уступила шведам и бельгийцам. Через год регбисты опять проиграли Португалии, не заработав ни одного очка. Швейцарцы компенсировали проигрыш победой над датскими регбистами. В 1982 году коллектив потерпел ещё два поражения от Бельгии и Швеции, однако затем крупно выиграл у финнов (60:0). После этого сборная проиграла девять встреч подряд, и прервала серию неудач только в мае 1986 года, одолев Югославию (5:0).
В 1989 году сборная предприняла попытку пройти отборочный этап кубка мира—1991. Команда заняла третье место в группе 2A, одержав одну победу в трёх матчах. Через четыре года швейцарцы снова попытались преодолеть европейскую квалификацию. Команда прошла предварительный раунд, но выйти из группы в первом основном не смогла.
Отбор к очередному чемпионату также не увенчался для команды успехом. Швейцария заняла третье место в группе из шести команд, один раз выиграв и сведя матч вничью. Чуть более удачным стал следующий квалификационный цикл, в котором регбисты выиграли группу в рамках первого раунда, но не выдержали конкуренции на втором этапе. Аналогичный результат был достигнут командой в отборе к французскому мировому первенству 2007 года.
Команда занимает 30-е место в мировом рейтинге Международного совета регби.

## Результаты
По состоянию на 7 марта 2013 года.
| Соперник             | Матчи | Победы | Поражения | Ничьи | Доля побед |
| -------------------- | ----- | ------ | --------- | ----- | ---------- |
| Австрия              | 3     | 3      | 0         | 0     | 100 %      |
| Андорра              | 7     | 6      | 1         | 0     | 86 %       |
| Армения              | 4     | 3      | 1         | 0     | 75 %       |
| Бельгия              | 8     | 3      | 5         | 0     | 38 %       |
| Болгария             | 3     | 3      | 0         | 0     | 100 %      |
| Босния и Герцеговина | 1     | 1      | 0         | 0     | 100 %      |
| Венгрия              | 1     | 1      | 0         | 0     | 100 %      |
| Германия             | 1     | 0      | 1         | 0     | 0 %        |
| Грузия               | 2     | 0      | 2         | 0     | 0 %        |
| Дания                | 9     | 3      | 4         | 2     | 33 %       |
| Израиль              | 5     | 3      | 0         | 2     | 60 %       |
| Испания              | 1     | 0      | 1         | 0     | 0 %        |
| Латвия               | 4     | 1      | 3         | 0     | 25 %       |
| Литва                | 1     | 0      | 1         | 0     | 0 %        |
| Люксембург           | 4     | 4      | 0         | 0     | 100 %      |
| Мальта               | 1     | 0      | 1         | 0     | 0 %        |
| Монако               | 1     | 1      | 0         | 0     | 100 %      |
| Нидерланды           | 3     | 0      | 3         | 0     | 0 %        |
| Польша               | 2     | 0      | 2         | 0     | 0 %        |
| Португалия           | 4     | 0      | 4         | 0     | 0 %        |
| Сербия               | 15    | 4      | 10        | 1     | 27 %       |
| Словения             | 4     | 3      | 0         | 1     | 75 %       |
| Тунис                | 2     | 0      | 2         | 0     | 0 %        |
| Украина              | 2     | 0      | 2         | 0     | 0 %        |
| Финляндия            | 1     | 1      | 0         | 0     | 100 %      |
| ФРГ                  | 3     | 0      | 3         | 0     | 0 %        |
| Хорватия             | 4     | 3      | 1         | 0     | 75 %       |
| Чехия                | 2     | 0      | 2         | 0     | 0 %        |
| Чехословакия         | 2     | 0      | 2         | 0     | 0 %        |
| Швеция               | 6     | 0      | 6         | 0     | 0 %        |
| Всего                | 106   | 43     | 57        | 6     | 41 %       |